# Борго Фајна (Равена)
Борго Фајна је насеље у Италији у округу Равена, региону Емилија-Ромања.
Према процени из 2011. у насељу је живело 156 становника. Насеље се налази на надморској висини од -1 м.